# گیوجا (دهانه)
گیوجا یک دهانه برخوردی در ماه‌ است.